# 異教徒
異教徒（いきょうと、古代ギリシア語: ἔθνος、ラテン語: paganus、英語: pagan）とは、自己の奉ずる宗教とは異なる宗教を信じる人。ユダヤ教、原始キリスト教の書物（それぞれユダヤ教聖書、旧約聖書・新約聖書）の日本語訳では「異邦人」（ヘブライ語：ゴイ、ギリシャ語：エトネー、ラテン語: gentilis、英語: Gentile ＝ ジェンタイル、中国語: 外邦人）としている。  
キリスト教が広まるにつれてキリスト教以外の宗教を信じる人となり、しばしば無神論者を指すこともある。日本では仏教または神道以外の宗教を信じる人を外道、邪教、邪宗門としていたことがある。

## ユダヤ教
ヘブライ語聖書を正典とするユダヤ教においては、選民としてのユダヤ人とそれ以外の異邦人に分割している。
ゲル・トシャフ（居住外国人）とは、古代イスラエルの地に住む異邦人（非ユダヤ人）で、ユダヤ教に改宗することを望まず、バビロニア・タルムードに規定されたノアの七つの法則に従うことを受け入れた人々のことを指す。ゲル・トシャフは3人のラビ法廷で7つのノアハイド法を受け入れることで認められる。彼らは共同体から一定の法的保護と特権を受け、ユダヤ人と異邦人の関係に関する規則は変更され、必要なときに彼らを援助する義務がある。安息日に異邦人がユダヤ人のために仕事をすることへの制限も、異邦人がゲル・トシャフである場合には厳しくなる。ゲル・トシャフは一般的に「正義の異邦人」と呼ばれ、タルムードによると、神が「ノアの息子たち」、つまり全人類を拘束する普遍的な道徳律として与えた一連の命令に従い、来るべき世界(Olam Ha-Ba)での地位を保証している。
ユダヤの哲学者・教授であるメナケム・ケルナーのマイモニデスのテキストに関する研究（1991年）によれば、ゲル・トシャフは「正義の外国人」（ヘブライ語: גר צדק, ger tzedek、ゲル・ツェデク）、すなわちユダヤ教への完全な改宗者になるための過渡的な段階である可能性があるとされている。マイモニデスによれば、完全なゲル・ツェデクだけがメシアの時代に発見されるだろうとケルナーは推測している。

## キリスト教
聖書では、使徒パウロが「異教徒は（ユダヤ・キリスト教の神の）律法を持っていなくても、心（良心）に律法が刻まれていることがあり、イエスは心にあるものによって人を裁く（ローマの信徒への手紙 2:12-16）」と教えている(Romans 2:12-16)。
使徒言行録17:23-28では、パウロはギリシャ人は知らぬうちに神を崇拝していたと述べている（使徒言行録(口語訳) 17:23-28）。
使徒言行録10:1-48によると神を畏れ、善き行いをする者は、国籍・民族に関係なく神に受け入れられる（使徒言行録(口語訳) 10:34-48）。
マタイによる福音書25:31-46は神による審判は宗教への所属でなく、一人ひとりの他者への思いやりに基づくと明らかにしている。
キリスト教においては、イエス・キリストを信じる者は、神の民、クリスチャンと認められるようになったと信じられている。
教父のアウグスティヌスは『神の国』で、異教徒たちからの非難にこたえて、ローマの没落の原因はキリスト教ではなく、異教徒たちの罪、偶像崇拝、不道徳にあると述べて、キリスト教を弁証した。
ダンテ・アリギエーリはヘラクレイトス、パルメニデス、ソクラテス、プラトン、アリストテレス、キケロ、トラヤヌス、ウェルギリウス等を高潔な異教徒とし、初期キリスト教の神学者たちも徳の高い異教徒が救いを得る可能性を排除しなかった。
正教会・非カルケドン派・カトリック教会・聖公会・ルーテル教会で聖人として崇敬されているユスティノスは『第一の弁明』の第46章で、ロゴスに触発された異教徒は、たとえ非有神論的な哲学を信奉する者であっても、すべてキリスト教徒であると主張している。
「私たちは、キリストが神の子であることを教えられてきました。そしてキリストは、すべての民族の男女が分け与えられたロゴスであることを上で示唆しました。そしてギリシャ人ではソクラテスやヘラクレイトスなどのように、無神論者と思われていても、ロゴスとともに生きた人たちはキリスト教徒である」
ジャン・カルヴァンは『キリスト教綱要』第一篇10章で「聖書は、いっさいの迷信を矯正するために、真の神ひとりを、異教徒の神々に独占的に対立させている」と述べている。「北のはてなるこおりの山」は異教徒に対する世界宣教の讃美歌として知られる。
福音派の信じる聖書の教理によれば、十字架の福音は、人をクリスチャンとノンクリスチャンの二種類のグループに分けるのであり、異教徒とノンクリスチャンは同義である。改革派教会の神学においては、「罪のない異教徒」の存在は否定される。
異教徒である日本の天皇について日本の西方教会で議論となっている。異教の儀式である大嘗祭についてはカトリック教会とプロテスタント教会から反対の声明が出ている。
他方、日本正教会は天皇の祭祀関連の問題も含めて、組織としては一切の政治的運動を行っておらず、ただ「我が国の天皇及び国を司る者」の為に祈っている。

## イスラム教
イスラム教では初期の段階から、ユダヤ教徒、キリスト教徒らを、同一の神を信仰する一神教である啓典の民として認め、ジズヤの支払いの義務を課す代わりに、ズィンミーとして生命・財産の安全と、各自の信仰を保つ権利を保障する制度があった。ただし、権利義務の内容や実施状況は時代や地域、政権によって差があり、また、ムスリム（イスラム教徒）と同じ地位を与えられるものではなかった。例えば、ムスリムの男性はキリスト教徒・ユダヤ教徒の女性と結婚する権利があったが、キリスト教徒・ユダヤ教徒の男性には、ムスリムの女性と結婚する権利が無いなど。

## 神道
崇仏・廃仏論争において物部尾輿・中臣鎌子らは「我が国の王の天下のもとには、天地に180の神がいます。今改めて蕃神を拝せば、国神たちの怒りをかう恐れがあります」と反対したが、私的な礼拝と寺の建立が認められた。しかし直後に疫病が流行し物部・中臣氏らは「仏神」のせいで国神が怒っているためであると奏上。欽明天皇は仏像の廃棄、寺の焼却を黙認したという。
八紘一宇は「全世界を一つの家にすること」を意味する語句であり、唯一神と天皇を同じ唯一者として信じるように、ムスリムに命令が下された。大日本帝国は、ジャワ島のムスリムたちへ「メッカよりも東京に礼拝し、日本皇帝を唯一神として礼賛せよ、という日本軍の命令（the Japanese military orders to bow towards Tokyo rather than Mecca and to glorify the Japanese Emperor as God）」を伝えていた。

## 仏教
仏教では、仏教以外の宗派の教説を異端と見なし「外道」と呼んでおり、仏教を「内道」と呼んでいる。外道は異教、悪魔や邪道を指すことにも用いられ、人を罵るために使われてきた。
仏教に帰依した徳川家康、秀忠、家光などの武断政治を行った将軍の下で、幕閣にも以心崇伝、天海等の僧侶が抜擢されるなど仏教を国教とした徳川幕府はキリスト教徒を異教・邪教・邪宗門徒として弾圧した。
島原の乱後に出版された『吉利支丹御退治物語』では火炙りによる処刑を成仏のためと処刑法に抗議するような記述はない。
「火あぶり」「牛裂き」「車裂き」「逆さ磔」にあうのは外道、邪教のせいであると批判の矛先をキリスト教に向けており、現代の基準では野蛮な行為を異教徒に対する攻撃として正当化している。

鎌倉中期に日蓮が立正安国論の中で、法華経を鎌倉幕府の政治運営の精神的中心として受け入れなければ国家国民は安泰にならないという考え方を述べた。この際に、正法である『法華経』を信仰しない他宗派はすべて邪法であり、邪教に惑わされている宗派とそれを許している政府を強く非難した（四箇格言）。中でも念仏信仰を柱とする浄土宗は開祖法然も含め、名指しで攻撃を受けた。
スリランカの歴史に関する神話『マハーワンサには仏教戦士ドゥトゥガムヌとその軍隊が500人もの仏教僧に支えられて良き支配者であったエララ王を打倒、数千人のタミール人を殺したことを嘆き、慰めに来た8人の阿羅漢（釈迦の悟りを開いた弟子）たちは「獣にも劣るタミールの不信心者（エララとその仲間）を殺しただけだから本当の罪はない」と答えた。釈迦がスリランカを訪れた際、「征服者」として仏教に敵対する勢力であるヤッカ（島の非人間的住民・亜人として描かれている）を「心に恐怖」を与えて故郷から追い出し、やがて彼の教義が「栄光に輝く」ようにしたという話がマハーワンサで語られている。
Neil DeVotta（政治学准教授）によれば、マハーワンサの神話史は、「ダルマ（仏教の教義）を維持、保護、伝播するために必要であれば、非シンハラ人への非人道的行為を正当化する。さらに戦争が仏教を守るために行われるのであれば、正戦の教義を正当化する……また、シンハラ人がこの島に最初に住んだ人間であり（シンハラ人以前の人間は亜人であった）、真の「土の子」であると主張している」。
20世紀スリランカの独立運動に貢献したアナガーリカ・ダルマパーラは次の事を公の場で演説して説明した。
「この明るく美しい島は、野蛮な破壊者によって破壊される前に、アーリア人であるシンハラ人によって楽園にされたのだ。その人々は無宗教を知らなかった......キリスト教と多神教は動物の殺害、盗み、売春、放縦、嘘、酩酊といった低俗な習慣の原因となっている」。
仏教学者は「たとえ仏教を聞いたことがなくても、本当に悟りを得たい人は誰でもすぐに悟ることができるという提案は、不信感を引きおこし、憤りを持って受け取られる可能性が高い」と述べている。

## 道教
道教に傾倒した唐の武宗は道士の提言をいれ、異教徒である仏教の寺院の廃毀と財産没収、僧尼の還俗を断行している。仏教のほかに「唐代三夷教」（マニ教・ゾロアスター教・ネストリウス派キリスト教）も禁止された。

## 儒教
南朝の顧歓や唐の韓愈たち儒者、道士は、仏教を夷狄の宗教として排仏論を提唱、孟子が〈吾夏をもって夷を変ためし者を聞けども，夷によって変ためられし者を聞かざるなり〉とのべているように、華夏による一方的な教化の対象となるべきものであった。
三武一宗の法難のうち後周を除く三廃仏では、儒教を基本としたうえで、異教徒である仏教勢力の弾圧が認められた。仏教の出家主義と剃髪の風習が「孝」の倫理にもとるとの攻撃が行われ、仏説の非現実性、三世輪回説、応報説、天堂地獄説などにも批判が行われた。

## ラテン語
異教徒の語源であるラテン語のpaganusには本来ユダヤ教は含まず、ギリシア・ローマ的な偶像崇拝・多神教徒を意味する言葉である。その為、古代末期以前までにおけるユダヤ教、原始キリスト教に関連する文脈では異教徒とは特にユダヤ・キリスト教以外の、それまで古代世界各地に散在した諸信仰およびそれらを元にインテルプレタテオ・ロマーナ(interpretatio Romana ≒ ローマ的解釈による信仰の統合)によって成立したローマ的多神教を意味する。その後、キリスト教が古代地中海世界において支配的地位を占める様になると、次第に単純に「キリスト教以外」を意味する事が多くなる。